# مارتن هاريس (لغوي)
مارتن هاريس (بالإنجليزية: Martin Harris)‏ هو لغوي بريطاني، ولد في 28 يونيو 1944.